# Le Courtier du cœur
Pour les articles homonymes, voir Courtier (homonymie).
Pour plus de détails, voir Fiche technique et Distribution.
Le Courtier du cœur ou Courrier du cœur au Québec (Good Advice) est un film américain réalisé par Steve Rash, sorti en 2001.

## Synopsis
Un courtier forcé d'abandonner son métier se réfugie chez sa petite amie qui tient une rubrique « courrier du cœur » dans un journal. À la suite du départ de cette dernière avec un amant au Brésil, il décide de reprendre incognito la fameuse rubrique et devient rapidement la coqueluche des lecteurs et lectrices. La jeune et jolie directrice du journal tombe sous le charme de notre ex-courtier ...

## Fiche technique
- Titre : Le Courtier du cœur
- Titre québécois : Courrier du cœur
- Titre original : Good Advice
- Réalisation : Steve Rash
- Scénario : Daniel Margosis et Robert Horn
- Musique : Teddy Castellucci
- Photographie : Daryn Okada (en)
- Producteur : Michael Bolton, Mark Burg, Arthur Chang, Randall Emmett, George Furla et Oren Koules
- Costumes : Luellyn Harper (en)
- Décors : Daniel A. Lomino (en)
- Société de distribution : Artisan Entertainment
- Pays d'origine :  États-Unis
- Langue : anglais
- Genre : Comédie sentimentale
- Durée : 93 minutes
- Dates de diffusion :
  - États-Unis : 8 décembre 2001
  - France : 26 décembre 2005

## Distribution
- Charlie Sheen (VF : Éric Legrand ; VQ : Daniel Picard) : Ryan Edward Turner
- Angie Harmon (VF : Juliette Degenne ; VQ : Manon Arsenault) : Page Hensen
- Denise Richards (VF : Laura Préjean ; VQ : Isabelle Leyrolles) : Cindy Styne
- Jon Lovitz (VF : Michel Mella ; VQ : Manuel Tadros) : Barry Sherman
- Rosanna Arquette (VF : Catherine Hamilty ; VQ : Anne Bédard) : Cathy Sherman
- Estelle Harris (VF : Arlette Thomas) : Iris
- Barry Newman (VF : Jean Barney ; VQ : Jean-Marie Moncelet) : Donald Simpson
- Lisa Rinna (VF : Rafaèle Moutier) : Veronica Simpson
- John de Lancie (VQ : Jacques Lavallée) : Ted
- Meredith Salenger : Amy
- Francoise Surel : Lucy Stone
- Pete Gardner (VF : Thierry Wermuth) : Carl
- Madison Mason : Jim Pearson

 Source et légende : version française (VF) sur RS Doublage et version québécoise (VQ) sur Doublage Québec.